# 1. SC Dortmund
Der 1. Snooker Club Dortmund 1992 e. V., kurz: 1. SC Dortmund, ist ein 1992 gegründeter Snookerverein aus Dortmund. Er spielte von 2011 bis 2015 in der 1. Bundesliga.

## Geschichte
| Platzierungen (seit 2009) | Platzierungen (seit 2009) | Platzierungen (seit 2009) |
| Saison                    | Liga (Spielklasse)        | Platz                     |
| ------------------------- | ------------------------- | ------------------------- |
| 2009/10                   | 2. Bundesliga Nord (2)    | 3                         |
| 2010/11                   | 2. Bundesliga Nord (2)    | 2                         |
| 2011/12                   | 1. Bundesliga (1)         | 4                         |
| 2012/13                   | 1. Bundesliga (1)         | 3                         |
| 2013/14                   | 1. Bundesliga (1)         | 6                         |
| 2014/15                   | 1. Bundesliga (1)         | 5                         |
| 2015/16                   | Oberliga NRW (3)          | 4                         |
| 2016/17                   | Verbandsliga NRW (4)      | 2                         |
| 2017/18                   | Oberliga NRW (3)          | 1                         |
| 2018/19                   | Oberliga NRW (3)          | 2                         |
| 2019/20                   | 2. Bundesliga Nord (2)    | 5                         |
| 2020/21                   | 2. Bundesliga Nord (2)    | –                         |
| 2021/22                   | 2. Bundesliga Nord (2)    | 6                         |
| 2022/23                   | Oberliga NRW (3)          |                           |

Der 1. SC Dortmund wurde im Oktober 1992 gegründet und war einer der ersten Snookervereine Deutschlands. Bereits in den ersten Jahren hatte der Verein über 30 Mitglieder. 2008 zog der Verein in sein heutiges Vereinsheim, das deutlich größer war, als das vorherige. Ein Jahr später gelang der Aufstieg in die 2. Bundesliga. Nachdem man dort 2010 Dritter geworden war, erreichte man in der Saison 2010/11 den zweiten Platz und schaffte anschließend in der Aufstiegsrunde zur 1. Bundesliga nach einem 4:4-Unentschieden gegen den BSC Kissing aufgrund eines mehr gewonnenen Frames den Aufstieg in die erste Liga. Dort kam der 1. SC Dortmund in der Saison 2011/12 auf den vierten Platz und 2013 auf den dritten Platz. In der folgenden Saison schaffte er als Sechstplatzierter, mit einem Punkt Vorsprung auf den Absteiger SC Hamburg, nur knapp den Klassenerhalt. Nach der Saison 2014/15, in der die Dortmunder Fünfter geworden waren, wurde die erste Mannschaft aus finanziellen Gründen und wegen Zweifeln am Spielsystem aus der Bundesliga abgemeldet. Zur Saison 2015/16 übernahm sie den Startplatz der zweiten Mannschaft, die zuvor in der Oberliga gespielt hatte. Nachdem man 2016 in der Oberliga Vierter geworden war, zog der Verein seine Mannschaft in die Verbandsliga zurück.
In der Verbandsliga gelang der Mannschaft mit dem zweiten Platz in der Saison 2016/17 der direkte Wiederaufstieg und nach zwei Jahren in der Oberliga folgte 2019 der Aufstieg in die 2. Bundesliga. In der nach acht Spieltagen aufgrund der COVID-19-Pandemie abgebrochenen Saison 2019/20 wurde das Team Fünfter und nachdem die folgende Spielzeit pandemiebedingt ausgefallen war, folgte in der Saison 2021/22 der sechste Platz. Anschließend wurde die Zweitligamannschaft nicht mehr gemeldet und der Verein startete in der Oberliga. Zur Saison 2022/23 wurden die vor dem Krieg in der Ukraine geflüchteten Jugendlichen Mychajlo Larkow und Heorhij Petrunko Teil der Oberligamannschaft.

## Aktuelle und ehemalige Spieler
(Auswahl)
| - Kevin Becker - Stephan Bock - Tobias Bongers - Thorsten Borgmann - Alcidio Dinis - Emir Drustinac - Jan Eisenstein - Fabian Grube - Hassan Habib - Klaus Hebestreit - Maurice Hoch - Andreas Klöcker - Dirk Kunze - Mychajlo Larkow | - Dennis Laske - Julien Leifert - Alex Leonov - Thomas Nowak - Jean-Luca Nüßgen - Uwe Pallasch - Heorhij Petrunko - Wladimir Ponomarenko - Tobias Rautenberg - René Schaerf - Kevin Schejock - Sebastian Stienecker - Ismail Türker - Aleksej Vasilev |